# Afrânio Pompílio Gastos do Amaral
Prof. Dr. Afrânio Pompílio Gastos do Amaral (1 de diciembre de 1894, Belém-29 de noviembre de 1982, São Paulo) fue un herpetólogo brasileño.
De adolescente, recolectó serpientes para Emílio Augusto Goeldi (1859-1917). Viajó a Salvador (Bahía) para realizar sus estudios, recibiendo su bachillerato en 1911. Obtuvo su diploma de médico en la Facultad de Bahia, en 1916, defendiendo una tesis sobre gusanos parásitos.
Ejerce brevemente antes de salir para São Paulo, en 1917, trabajando en el Instituto Butantan, organismo encargado de producir suero antiofídico, bajo la dirección de Vital Brazil (1865-1950), de João Florencio Gomes y de Arthur Neiva (1880-1943). Después de la prematura muerte de Gomes, en 1919, Amaral tomó a su cargo la sección de serpientes. En 1921, Amaral sucede a Brazil en la dirección del Instituto. En ese momento, a Amaral se lo invita a EE. UU. por Thomas Barbour (1884-1946) y de Raymond Lee Ditmars (1876-1942) en 1926 con el fin de proporcionar su experiencia, para la fundación de un instituto similar. Ese instituto abrió sus puertas en 1926, y Amaral fue su director. También fue profesor en la Escuela de Salud Pública de Harvard, donde recibió un doctorado en 1924. El instituto, fue una colaboración entre los Laboratorios Biológicos Mulford, la Universidad de Harvard y el United Fruit Company, poseyendo un centro en Honduras (para la extracción de veneno) y un laboratorio de producción en Glenolden.
En 1928, Amaral finalizó la dirección del Instituto Butantan. En 1933, recibe, además, la dirección del Departamento de Higiene de la Facultad de Medicina de São Paulo. En 1935, la situación política llevó a su expulsión del Instituto, recuperando su posición en 1954. Publicó más de 450 publicaciones y describió quince nuevos géneros y alrededor de cuarenta especies.

## Epónimos
- Gymnodactylus amarali Barbour, 1925
- Caaeteboia amarali (Wettstein, 1930)
- Mastigodryas amarali (Stuart, 1938)

## Honores
- Beca 1922 de viaje, Cámara de Diputados federales de Brasil[1]

## Abreviatura (zoología)
La abreviatura Amaral  se emplea para indicar a Afrânio Pompílio Gastos do Amaral como autoridad en la descripción y taxonomía en zoología.